# جزة (كاشان)
جزة هي قرية في مقاطعة كاشان، إيران. يقدر عدد سكانها بـ 368 نسمة بحسب إحصاء 2016.